# Altenfelden
Altenfelden est une commune autrichienne du district de Rohrbach en Haute-Autriche.